# Montoggio
Montoggio is een gemeente in de Italiaanse provincie Genua (regio Ligurië) en telt 2018 inwoners (31-12-2004). De oppervlakte bedraagt 46,3 km², de bevolkingsdichtheid is 43 inwoners per km².

## Geografie
De gemeente ligt op ongeveer 600 m boven zeeniveau.
Montoggio grenst aan de volgende gemeenten: Casella, Davagna, Genua, Sant'Olcese, Serra Riccò, Torriglia, Valbrevenna.

## Foto's

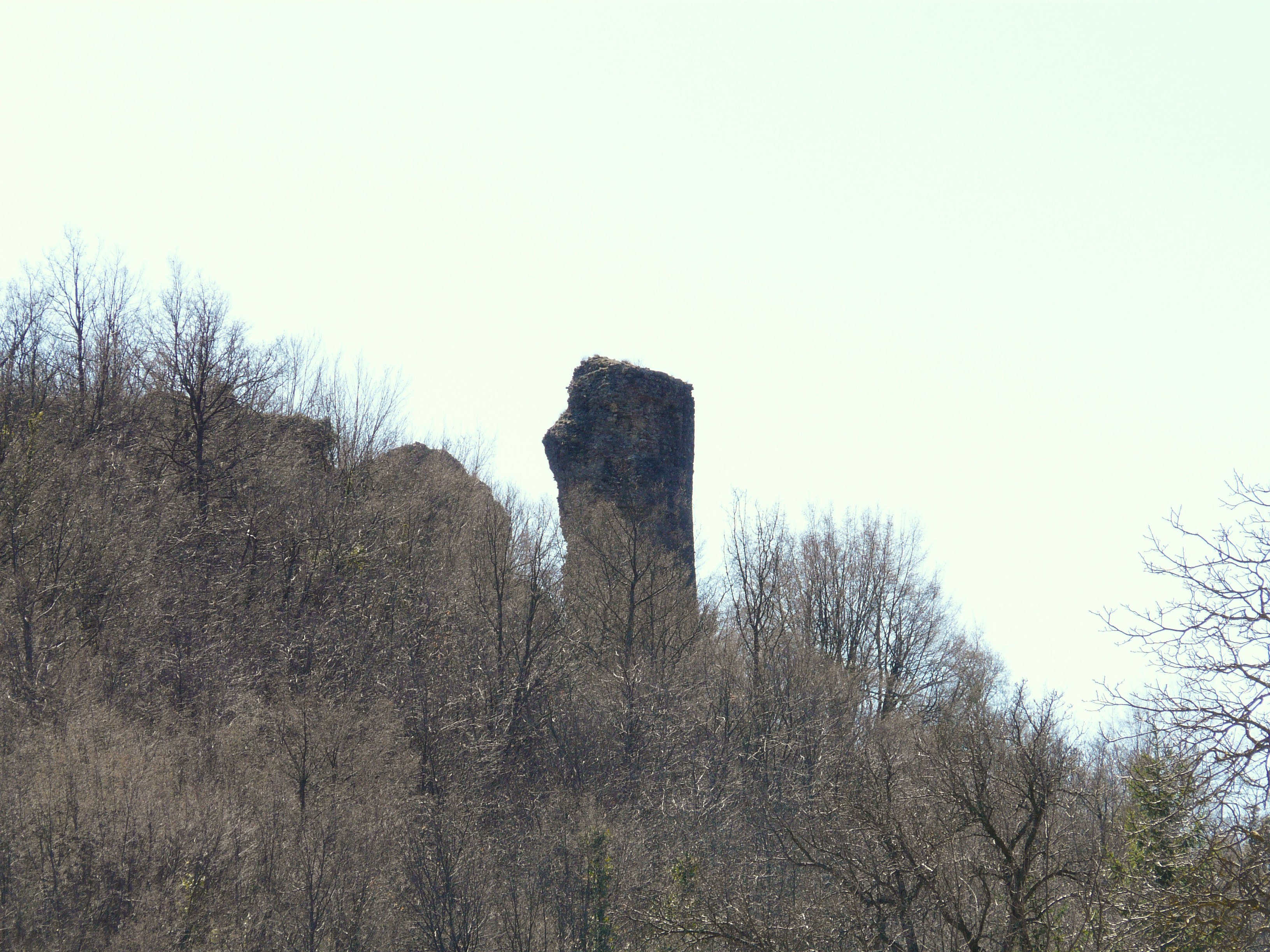
Ruïnes van het Kasteel van Montoggio
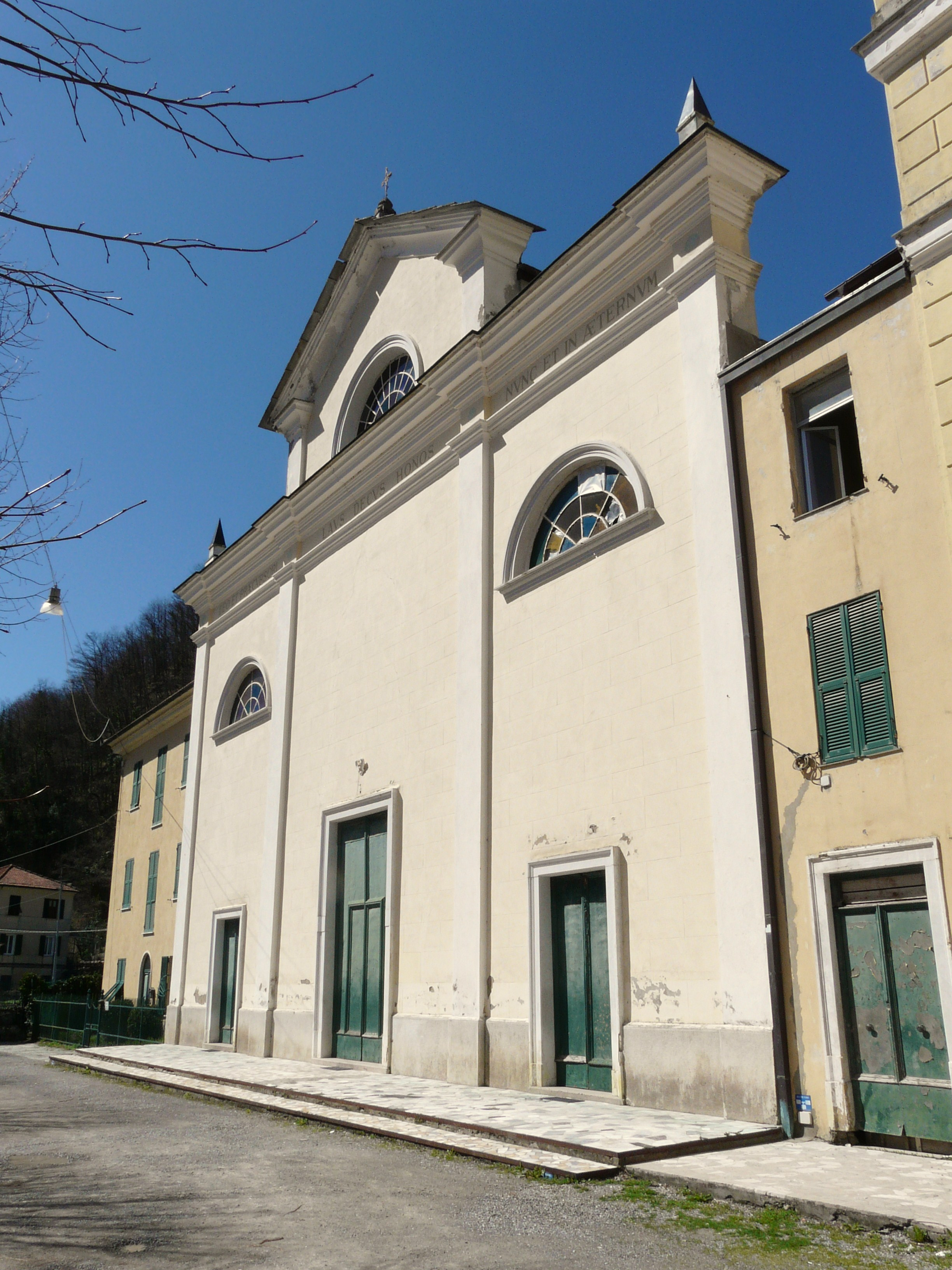
San Giovanni Decollato-kerk
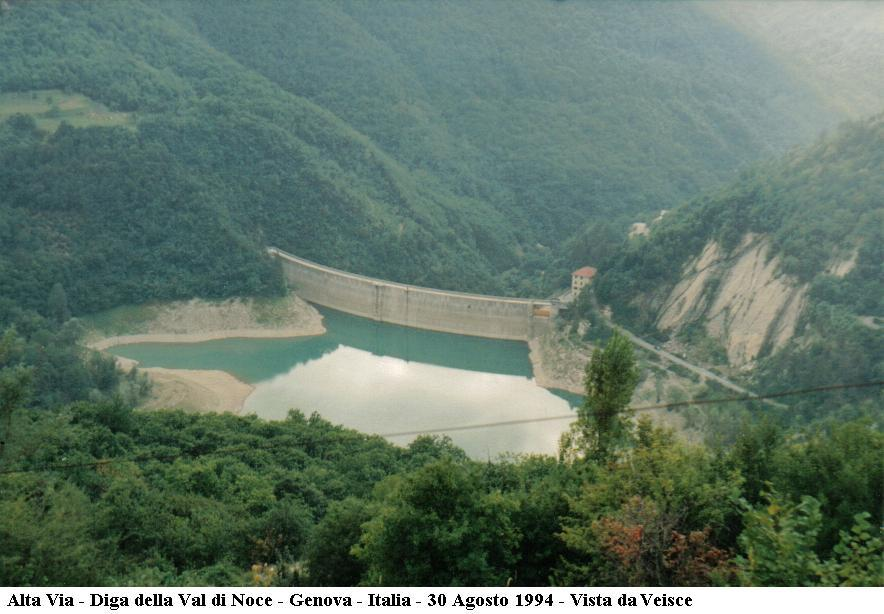
Val di Noce dam
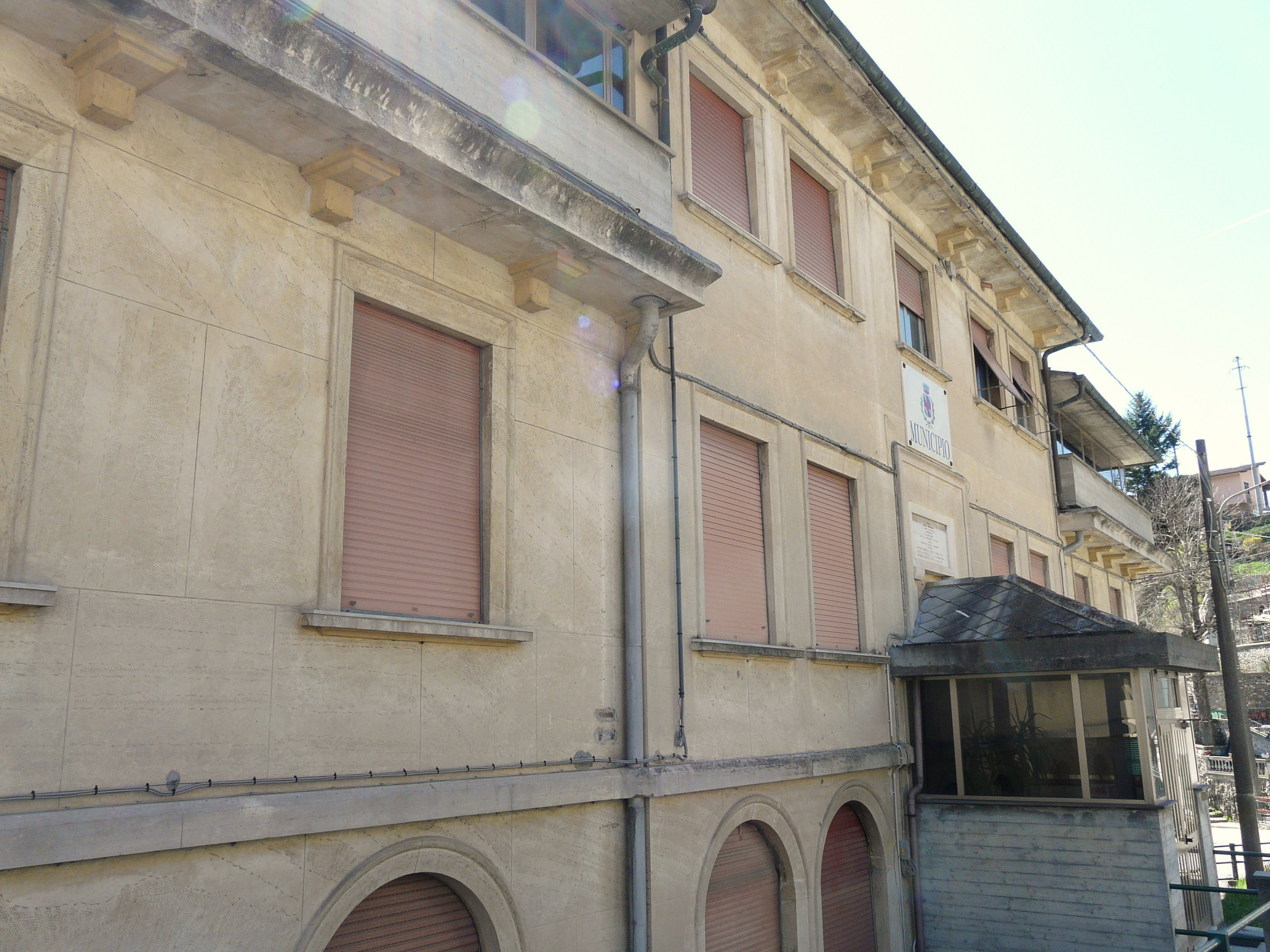
Stadhuis
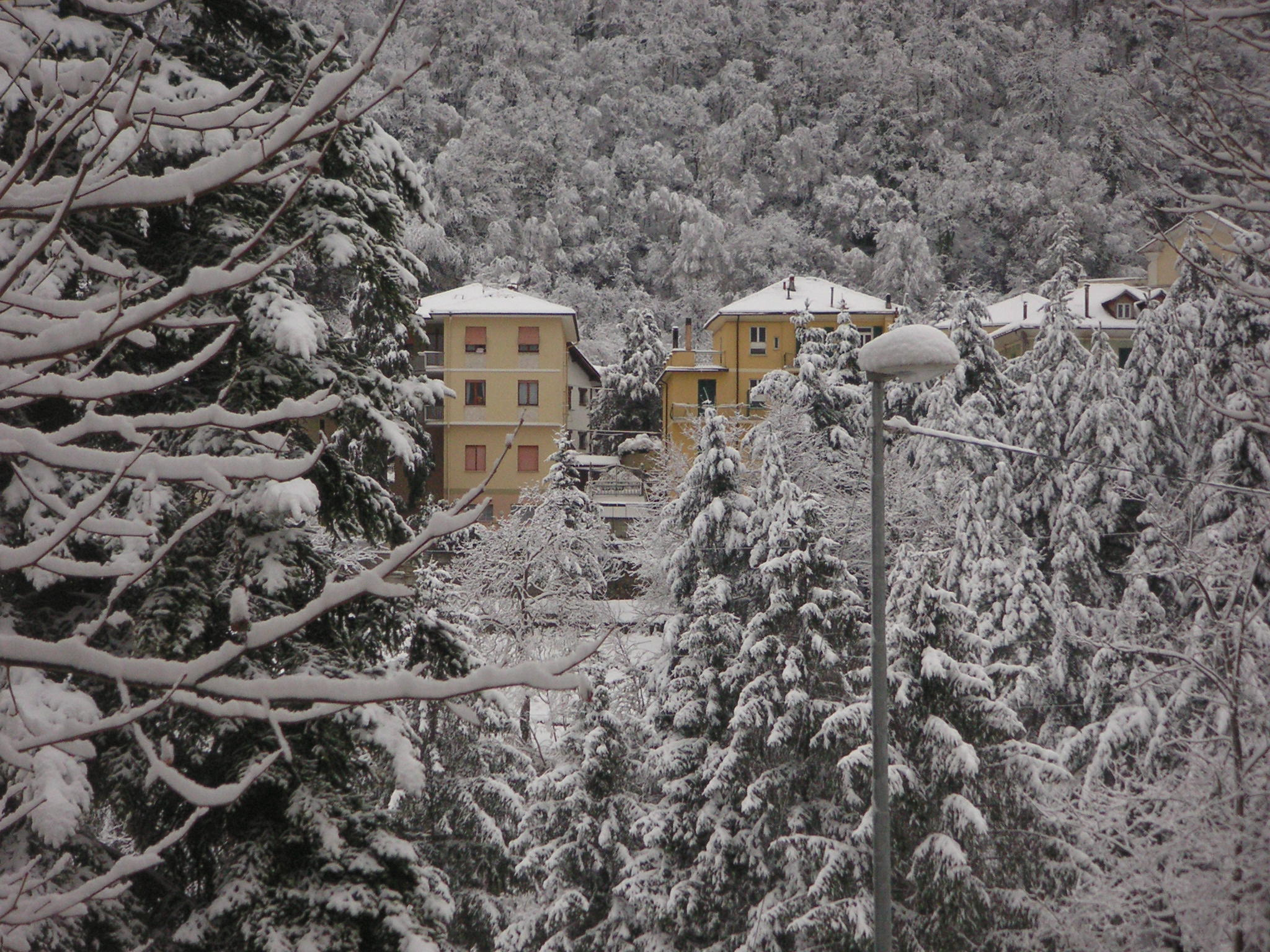
Sneeuw
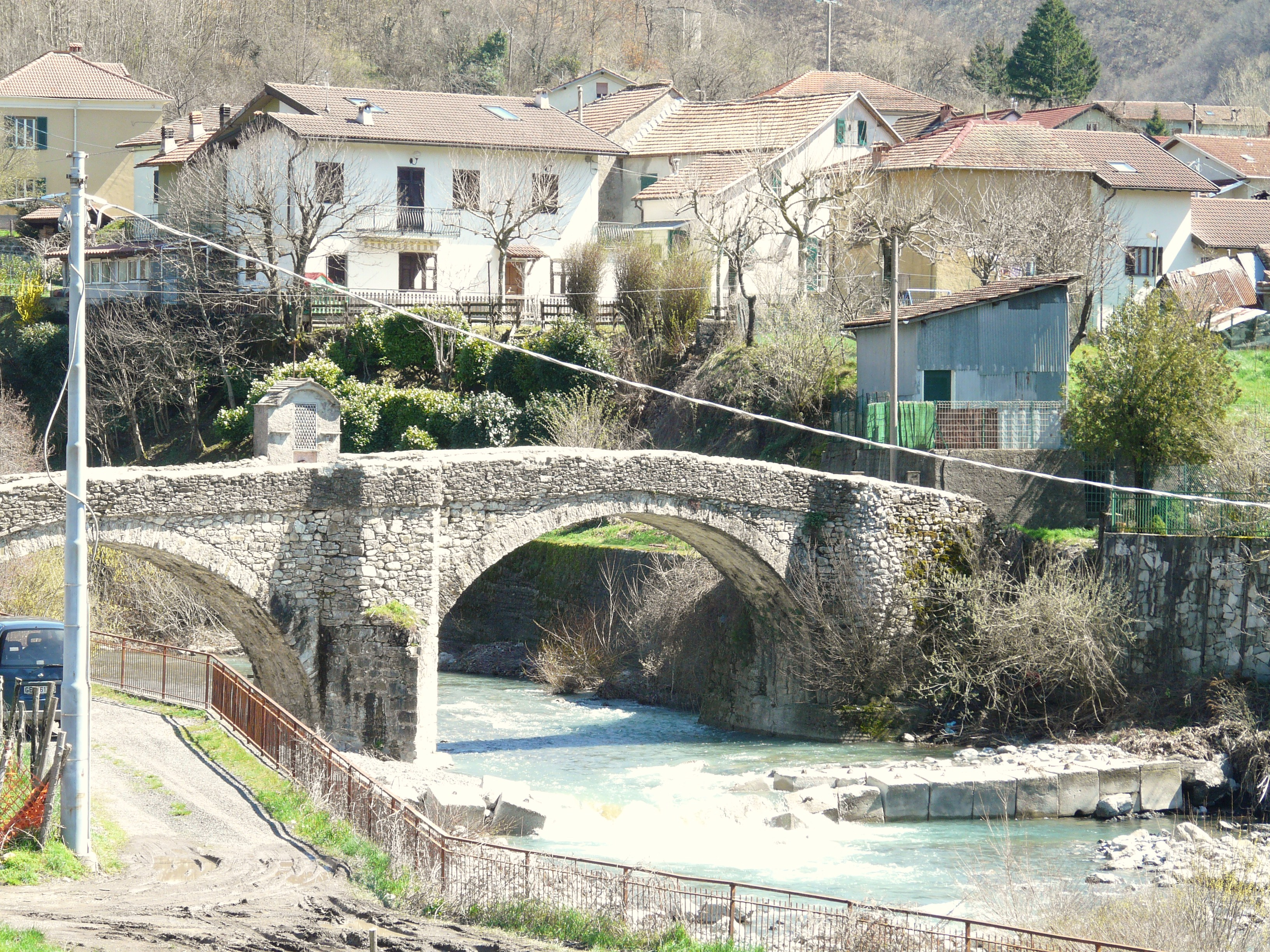
Middeleeuwse brug